# Delaware (Iowa)
Delaware – miasto w Stanach Zjednoczonych, w stanie Iowa, w hrabstwie Delaware. W 2000 liczyło 188 mieszkańców.